# Épisodes de Man vs Geek
Cet article présente le guide des épisodes de la série télévisée américaine Man vs Geek (The Great Indoors).

## Généralités
- Aux États-Unis, la saison a été diffusée du 27 octobre 2016 au 8 mai 2016 sur le réseau CBS.
- Au Canada, la saison a été diffusée en simultanée sur le réseau Global[1] pour les quinze premiers épisodes.

## Distribution

### Acteurs principaux
- Joel McHale (VF : Alexis Victor) : Ashley Jack Gordon
- Christopher Mintz-Plasse (VF : Antoine Schoumsky) : Clark Roberts
- Susannah Fielding (VF : Victoria Grosbois) : Brooke
- Chris Williams (en) (VF : Martial Le Minoux) : Eddie
- Christine Ko (en) (VF : Adeline Chetail) : Emma Cho
- Shaun Brown (en) (VF : Pascal Nowak) : Mason
- Stephen Fry (VF : Benoît Allemane) : Roland

### Acteurs récurrents
- Deborah Baker Jr. (en) : Esther, la réceptionniste
- Andrew Leeds : Paul
- Maggie Lawson : Rachel
- Mark Saul (en) (VF : Benjamin Bollen) : Zeb (4 épisodes)
- Amy Hill (VF : Marie-Martine) : Carol (épisodes 1, 5 et 8)

## Épisodes

### Épisode 1:Retour vers le futur
- États-Unis /  Canada : 27 octobre 2016 sur CBS[2] / Global[3]
- Belgique : 14 septembre 2019 sur Plug RTL
- France : 1er octobre 2019 sur 6play

- États-Unis : 8,81 millions de téléspectateurs[4] (première diffusion)

### Épisode 2:Les Applis
- États-Unis /  Canada : 3 novembre 2016 sur CBS / Global
- Belgique : 21 septembre 2019 sur Plug RTL
- France : 1er octobre 2019 sur 6play

- États-Unis : 8,06 millions de téléspectateurs[5] (première diffusion)

### Épisode 3:Bon flic, mauvais flic
- États-Unis /  Canada : 10 novembre 2016 sur CBS / Global
- Belgique : 28 septembre 2019 sur Plug RTL
- France : 1er octobre 2019 sur 6play

- États-Unis : 7,69 millions de téléspectateurs[6] (première diffusion)

### Épisode 4:Flashback
- États-Unis /  Canada : 17 novembre 2016 sur CBS / Global
- France : 1er octobre 2019 sur 6play
- Belgique : 5 octobre 2019 sur Plug RTL

- États-Unis : 7,33 millions de téléspectateurs[7] (première diffusion)

### Épisode 5:La Diversité
- États-Unis /  Canada : 24 novembre 2016 sur CBS / Global
- France : 1er octobre 2019 sur 6play
- Belgique : 12 octobre 2019 sur Plug RTL

- États-Unis : 5,14 millions de téléspectateurs[8] (première diffusion)

### Épisode 6:Pas à pas
- États-Unis /  Canada : 1er décembre 2016 sur CBS / Global
- France : 1er octobre 2019 sur 6play
- Belgique : 19 octobre 2019 sur Plug RTL

- États-Unis : 6,83 millions de téléspectateurs[9] (première diffusion)

### Épisode 7: @Emma  (@Emma)
- États-Unis /  Canada : 8 décembre 2016 sur CBS / Global
- France : 1er octobre 2019 sur 6play
- Belgique : 26 octobre 2019 sur Plug RTL

- États-Unis : 7,31 millions de téléspectateurs[10] (première diffusion)

### Épisode 8: Stratégie amoureuse (Office Romance)
- États-Unis /  Canada : 15 décembre 2016 sur CBS / Global
- France : 1er octobre 2019 sur 6play
- Belgique : 2 novembre 2019 sur Plug RTL

- États-Unis : 8,11 millions de téléspectateurs[11] (première diffusion)

### Épisode 9: L'appel de la forêt (The Mediocre Outdoors)
- États-Unis /  Canada : 5 janvier 2017 sur CBS / Global
- France : 1er octobre 2019 sur 6play
- Belgique : 9 novembre 2019 sur Plug RTL

- États-Unis : 9,46 millions de téléspectateurs[12] (première diffusion)

### Épisode 10: Bienvenue au club (The Explorers' Club)
- États-Unis /  Canada : 12 janvier 2017 sur CBS / Global
- France : 1er octobre 2019 sur 6play
- Belgique : 16 novembre 2019 sur Plug RTL

- États-Unis : 7,15 millions de téléspectateurs[13] (première diffusion)

### Épisode 11: La nouvelle star (Mason Blows Up)
- États-Unis /  Canada : 19 janvier 2017 sur CBS / Global
- France : 1er octobre 2019 sur 6play
- Belgique : 23 novembre 2019 sur Plug RTL

- États-Unis : 7,81 millions de téléspectateurs[14] (première diffusion)

### Épisode 12: Paul le chat (Paul's Surprise)
- États-Unis /  Canada : 9 février 2017 sur CBS / Global
- France : 1er octobre 2019 sur 6play
- Belgique : 30 novembre 2019 sur Plug RTL

- États-Unis : 7,43 millions de téléspectateurs[15] (première diffusion)

### Épisode 13: Yolo (DTR)
- États-Unis /  Canada : 16 février 2017 sur CBS / Global
- France : 1er octobre 2019 sur 6play
- Belgique : 7 décembre 2019 sur Plug RTL

- États-Unis : 8,01 millions de téléspectateurs[16] (première diffusion)

### Épisode 14: Petite soirée entre amis (Friends Like These)
- États-Unis /  Canada : 23 février 2017 sur CBS / Global
- France : 1er octobre 2019 sur 6play
- Belgique : 14 décembre 2019 sur Plug RTL

- États-Unis : 7,29 millions de téléspectateurs[17] (première diffusion)

### Épisode 15: Jack petit cœur (Relationship Jack)
- États-Unis /  Canada : 9 mars 2017 sur CBS / Global
- France : 1er octobre 2019 sur 6play
- Belgique : 28 décembre 2019 sur Plug RTL

- États-Unis : 7,02 millions de téléspectateurs[18] (première diffusion)

- Deborah Baker Jr. (Esther)
- Maggie Lawson (Rachel)

### Épisode 16: Aaron Wolf (Aaron Wolf)
- États-Unis : 27 mars 2017 sur CBS
- Canada : 21 avril 2017 sur Global
- France : 1er octobre 2019 sur 6play
- Belgique : 4 janvier 2020 sur Plug RTL

- États-Unis : 4,12 millions de téléspectateurs[19] (première diffusion)

- Deborah Baker Jr. (Esther)
- Chris D'Elia (Aaron Wolf)
- Jayln Mahealani Riemi Buenconsejo (Tae-Twon Park)
- Michael McColl (Narrator, V.O.)

### Épisode 17: Les boxes (Cubicles)
- États-Unis : 30 mars 2017 sur CBS
- Canada : 24 avril 2017 sur Global
- France : 1er octobre 2019 sur 6play
- Belgique : 11 janvier 2020 sur Plug RTL

- États-Unis : 6,82 millions de téléspectateurs[20] (première diffusion)

- Deborah Baker Jr. (Esther)
- Maggie Lawson (Rachel)

### Épisode 18: A la recherche de Paul  (Party Paul)
- États-Unis : 6 avril 2017 sur CBS
- Canada : 24 avril 2017 sur Global
- France : 1er octobre 2019 sur 6play
- Belgique : 18 janvier 2020 sur Plug RTL

- États-Unis : 6,97 millions de téléspectateurs[21] (première diffusion)

- Deborah Baker Jr. (Esther)
- Andrew Leeds (Paul)
- Poochie Jackson (Valerie)

### Épisode 19: Ricky Leaks (Ricky Leaks)
- États-Unis : 13 avril 2017 sur CBS
- Canada : 15 mai 2017 sur Global
- France : 1er octobre 2019 sur 6play
- Belgique : 25 janvier 2020 sur Plug RTL

- États-Unis : 6,33 millions de téléspectateurs[22] (première diffusion)

- Deborah Baker Jr. (Esther)
- Rory Scovel (Ricky)

### Épisode 20: La posture du tombeur (The Heartbreaker)
- États-Unis : 27 avril 2017 sur CBS
- Canada : 11 juin 2017 sur Global
- France : 1er octobre 2019 sur 6play
- Belgique : 1er février 2020 sur Plug RTL

- États-Unis : 6,38 millions de téléspectateurs[23] (première diffusion)

- Deborah Baker Jr. (Esther)
- Andrew Leeds (Paul)
- Andy Ridings (Greg)
- Essence Atkins (Denise)
- Erika Rankin (Chloe)
- Leena Huff (Allie)
- Nikki Tuazon (Tina)
- Lisa Summerscales (Server)
- Jason Anderson (Man, V.O.)

### Épisode 21: Titre français inconnu (Roland's Secret)
- États-Unis : 1er mai 2017 sur CBS
- Canada : 11 juin 2017 sur Global
- France : 1er octobre 2019 sur 6play
- Belgique : 8 février 2020 sur Plug RTL

- États-Unis : 4,12 millions de téléspectateurs[24] (première diffusion)

- Deborah Baker Jr. (Esther)
- Andrew Leeds (Paul)
- Jane Leeves (Sheryl)
- Aleksei Archer (Nikki)
- Jill Remez (Dr Lewis)

### Épisode 22: Titre français inconnu (The Company Retreat)
- États-Unis : 8 mai 2017 sur CBS
- Canada : 11 juin 2017 sur Global
- France : 1er octobre 2019 sur 6play
- Belgique : 15 février 2020 sur Plug RTL

- États-Unis : 3,91 millions de téléspectateurs[25] (première diffusion)

- Deborah Baker Jr. (Esther)
- Andrew Leeds (Paul)
- Andy Ridings (Greg)
- Amy Hill (Carol)
- Jason Boegh (Philip)